# Флаглер Бич (Флорида)
Флаглер Бич (енгл. Flagler Beach) град је у америчкој савезној држави Флорида. По попису становништва из 2010. у њему је живело 4.484 становника.

## Демографија
Према попису становништва из 2010. у граду је живело 4.484 становника, што је 470 (9,5%) становника мање него 2000. године.
| Група             | 2000.         | 2010.         |
| Белци             | 4.772 (96,3%) | 4.259 (95,0%) |
| Афроамериканци    | 26 (0,5%)     | 34 (0,8%)     |
| Азијати           | 28 (0,6%)     | 29 (0,6%)     |
| Хиспаноамериканци | 91 (1,8%)     | 109 (2,4%)    |
| Укупно            | 4.954         | 4.484         |